# Sheila Scott Macintyre
Sheila Scott Macintyre (nascida Sheila Scott, Edimburgo, 23 de abril de 1910 — Cincinnati, 21 de março de 1960) foi uma matemática escocesa.
Conhecida por seu trabalho sobre a constante de Whittaker. Macintyre é também conhecida por criar um dicionário científico multilingue, escrito em inglês, alemão e russo; na ocorrência de sua morte estava escrevendo em japonês.